# Scapanus occultus
Scapanus occultus ist eine Säugetierart aus der Gattung der Westamerikanischen Maulwürfe innerhalb der Maulwürfe (Talpidae). Ursprünglich wurde sie als Unterart des Kalifornischen Maulwurfs angesehen, eine genetische Studie aus dem Jahr 2021 erkannte aber ihre Eigenständigkeit an. Die Tiere sind im Vergleich zum Kalifornischen Maulwurf durchschnittlich kleiner und etwas heller gefärbt. Außerdem kommt es gelegentlich zur Reduktion der Zahnanzahl im Gebiss. Ansonsten gleichen sie ihren Verwandten und sind wie diese an eine grabende Lebensweise angepasst. Die Körper ist dadurch walzenförmig, der Hals kurz und die Vordergliedmaßen erinnern an Grabschaufeln. Das Verbreitungsgebiet von Scapanus occultus umfasst das südliche Kalifornien und das nördliche Niederkalifornien, das Vorkommen erstreckt sich von der Meeresküste bis in höhere Gebirgslagen. Über die Lebensweise liegen ansonsten nur wenige Informationen vor. Die Form wurde im Jahr 1912 wissenschaftlich eingeführt.

## Merkmale

### Habitus
Scapanus occultus ist ein kleiner Vertreter der Westamerikanischen Maulwürfe. Er erreicht anhand von zwanzig vermessenen Individuen eine Gesamtlänge von 13,2 bis 16,8 cm. Davon entfallen 2,1 bis 3,6 cm auf den Schwanz. Für weitere dreizehn Individuen liegen die entsprechenden Werte bei 14,0 bis 16,5 cm und bei 2,2 bis 2,9 cm. Das Körpergewicht wird mit 50,2 bis 59,5 g angegeben. Mit den Maßen liegt Scapanus occultus im unteren Größenspektrum des Kalifornischen Maulwurfs (Scapanus latimanus), sie sind in etwa vergleichbar mit denen des Baja-California-Maulwurfs (Scapanus anthonyi). Allgemein gleichen die Tiere im äußerlichen Erscheinungsbild den anderen Mitgliedern der Westamerikanischen Maulwürfe. Wie diese sind sie an eine grabende Lebensweise angepasst. Der Körper ist dadurch walzenförmig gestaltet, der Hals ist kurz und die vorderen Gliedmaßen sind zu Grabwerkzeugen mit breiten, kräftigen Nägeln umgestaltet. Das Körperfell zeigt sich etwas heller als beim Kalifornischen Maulwurf der Bergregionen. Es variiert auf dem Rücken von Rötlichbraun über Olivbraun bis Einfach-Braun. Die Unterseite ist meist heller mit mausgrauen bis braunen Farbtönen. In der Regel dunkelt das Fell im Winterfell etwas ab. Die Hinterfußlänge beträgt 1,8 bis 2,1 cm.

### Schädel- und Gebissmerkmale
Der Schädel wird zwischen 30,3 und 33,3 mm lang und an den Warzenfortsätzen zwischen 15,1 und 17,1 mm breit. Auf Höhe der Orbita engt er sich auf 6,9 bis 7,9 mm ein. In seiner Form ähnelt er dem Schädel des Kalifornischen Maulwurfs, er ist aber verhältnismäßig länger und breiter. Dadurch nimmt die Breite an der Mastoidregion mehr als 49 % der gesamten Schädellänge ein. Das Rostrum ist wiederum länger und etwas schmaler als beim Kalifornischen Maulwurf. Der Hirnschädel wirkt breit und hoch. Das Gebiss besteht wie bei den meisten anderen Westamerikanischen Maulwürfen aus 44 Zähnen, die Zahnformel lautet: {\displaystyle {\frac {3.1.4.3}{3.1.4.3}}}. Im Gegensatz zu dem weiter nördlich verbreiteten Kalifornischen Maulwurf fehlt manchmal einer der vorderen Prämolaren. Die Tendenz zur Zahnreduktion setzt sich nach Süden weiter fort und ist beim Baja-California-Maulwurf stärker ausgebildet. Im generellen Gebissaufbau stimmt Scapanus occultus ansonsten weitgehend mit den anderen Westamerikanischen Maulwürfen überein. Die obere Zahnreihe ist 9,4 bis 10,6 mm lang, die untere Prämolaren-Molaren-Reihe nimmt 9,0 bis 10,1 mm ein.

## Verbreitung und Lebensraum

Verbreitungsgebiet von Scapanus occultus

Das Verbreitungsgebiet von Scapanus occultus umfasst das südliche Kalifornien. Die Nordgrenze liegt in etwa bei Porterille im Tulare County und dem Kings River Canyon im Fresno County und verläuft durch die Sierra Nevada im Kern County und die Tehachapi Mountains bis nach Santa Barbara. Weiter im Nordosten wird noch das Yosemite Valley im Yosemite-Nationalpark erreicht. Die Südgrenze liegt etwa beim See Laguna de Hanson in der Sierra de Juárez in Niederkalifornien. Ausgeschlossen sind hierbei Teile der Mojave und der Colorado-Wüste. Die Höhenverbreitung reicht vom Meeresspiegelniveau bis auf etwa 2985 m, letzteres wurde etwa im Sequoia-Nationalpark festgestellt.

## Lebensweise
Über die Lebensweise von Scapanus occultus liegen nur wenige Informationen vor. Die Tiere bewegen sich wie alle Westamerikanischen Maulwürfe unterirdisch fort und legen Tunnel und Gänge an. Tiere in Gefangenschaft verzehrten sowohl Regenwürmer als auch Heuschrecken, Nacktschnecken, Asseln und Fleisch.

## Systematik
Scapanus occultus ist eine Art aus der Gattung der Westamerikanischen Maulwürfe (Scapanus). Die Gattung schließt insgesamt fünf Vertreter ein. Sie gehört wiederum zur Familie der Maulwürfe (Talpidae), innerhalb derer sie gemeinsam mit einigen weiteren Gruppen aus Nordamerika und Asien die Tribus der Neuweltmaulwürfe (Scalopini) formen. Die Neuweltmaulwürfe vereinen vergleichbar den Eigentlichen Maulwürfen (Talpini) grabende Angehörige der Familie, andere Vertreter leben nur teils unterirdisch, bewegen sich auf der Erdoberfläche fort oder verfolgen eine semi-aquatische Lebensweise. Nach molekulargenetischen Analysen datiert die Abspaltung der Neuweltmaulwürfe von den anderen Triben der Maulwürfe in das Obere Eozän vor rund 39 bis 35 Millionen Jahren. Innerhalb der Tribus lassen sich zwei Entwicklungslinien unterscheiden: die Parascalopina und die Scalopina. Sie unterscheiden sich vor allem an der Ausprägung des Metastylids am unteren zweiten Molar. Während das Metastylid bei den Parascalopina vorkommt, fehlt es bei den Scalopina. Beide Linien trennten sich bereits im Unteren Miozän vor 21,4 Millionen Jahren voneinander. Die Westamerikanischen Maulwürfe bilden einen Teil der Scalopina. Sie sind somit mit dem Ostamerikanischen Maulwurf (Scalopus) enger verwandt. Die Diversifizierung der Scalopina reicht bis in das Mittlere Miozän vor gut 14 Millionen Jahren zurück, die Westamerikanischen Maulwürfe fächerten sich im Übergang vom Miozän zum Pliozän vor gut 6 Millionen Jahren weiter auf.
Die wissenschaftliche Erstbeschreibung von Scapanus occultus datiert in das Jahr 1912 und wurde von Joseph Grinnell und Harry S. Swarth erarbeitet. Beide Autoren führten ihre Form aber als Unterart des Kalifornischen Maulwurfs (Scapanus latimanus). Für ihre Untersuchungen standen den Autoren zehn vollständige Exemplare und mehrere Felle zur Verfügung. Grinnell und Swarth hoben als besondere Merkmale die gegenüber dem eigentlichen Kalifornischen Maulwurf geringere Körpergröße, die schmaleren Hände und die schmalere Schnauze hervor. Als Typusexemplar wählten sie ein nahezu ausgewachsenes weibliches Individuum von 15,0 cm Gesamtlänge und mit 3,3 cm langem Schwanz aus. Es stammt aus dem Santa Ana Canyon im Orange County von Kalifornien. Die Typuslokalität liegt auf rund 122 m Höhe über dem Meeresspiegel. Der Unterartenstatus von Scapanus occultus blieb für die nächsten mehr als einhundert Jahre beständig und wurde in mehreren Revisionen der Gattung der Westamerikanischen Maulwürfe und der Art des Kalifornischen Maulwurfs bestätigt. Hierzu zählen etwa die Bearbeitung von Hartley H. T. Jackson aus dem Jahr 1915 von Fletcher G. Palmer aus dem Jahr 1937, von Robert Joe Verts und Leslie N. Carraway aus dem Jahr 2001 sowie von Neal Woodman aus dem Jahr 2018. Auch verschiedene Standardwerke wie Mammal Species of the World oder Band 8 des Handbook of the Mammals of the World behielten die Form auf Niveau einer Unterart. Erst genetische Untersuchungen aus dem Jahr 2021 führten zu einer Neubewertung. So beträgt der genetische Abstand zwischen den Maulwürfen des südlichen und nördlichen Kaliforniens 2,5 bis 5,8 %. Gemeinsam mit morphologischen Unterschieden war dies für die Autoren der Studie Grund, Scapanus occultus als eigenständige Art zu etablieren. In diese ist Scapanus latimanus grinnelli als Synonym mit eingegliedert. Der Name geht auf Hartley H. T. Jackson aus dem Jahr 1914 zurück, der ihn anhand eines männlichen Individuums aus Independence im Inyo County in Kalifornien prägte. Erst über 90 Jahre später, im Jahr 2005, wurde die Form von Terry L. Yates und Jorge Salazar-Bravo mit der damaligen Unterart Scapanus latimanus occultus gleichgesetzt.

## Bedrohung und Schutz
Scapanus occultus wird von der IUCN momentan nicht als eigenständige Art geführt, sondern ist in den Kalifornischen Maulwurf integriert. Dessen Gesamtbestand sieht die Naturschutzorganisation als  „nicht gefährdet“ (least concern) an. Die Art ist in mehreren Naturschutzgebieten des südlichen Kaliforniens vertreten.